# 消化科
消化科或消化内科、消化学、消化病学，是医学的一个分支学科，专门研究消化系统（从口腔到肛门的消化器官）及相关疾病的流行病学、病因、发病机制、病理、诊断、治疗、康复和预防。
消化科由于历史发展的异名，或再细分亚专科，另称：胃肠科（gastroenterology）、胃肠学、胃肠病科、肠胃病学、肝胆科、肝胆学、肝胆病科、肝胆病学、胃肠肝胆科、消化肝胆科等等。

## 历史
- 1767年约翰格·奥尔格（英语：Johann Georg Ritter von Zimmermann）发表痢疾专著。
- 1777年维也纳的马克西米利安·斯托尔（英语：Maximilian Stoll）描述胆囊癌的症状。
- 1780年意大利医生拉扎罗·斯帕兰札尼抛弃蓋倫的理论证明胃酸对食物的作用。
- 1805年菲利普·博齐尼（英语：Philipp Bozzini）用他自己命名为Lichtleiter（导光仪器）的一根导管第一次尝试观察活人体内，他观察的器官包括泌尿系统、直肠和咽头，这是第一次有记载的内窥镜。
- 1823年威廉·普洛特发现胃酸含有盐酸。
- 1868年著名德国医生阿道夫·库斯马尔（英语：Adolf Kussmaul）发明胃镜并在吞剑杂技演员的帮助下改善仪器。
- 2005年澳大利亚的巴里·马歇尔和罗宾·沃伦因发现幽門螺杆菌及其在胃及十二指肠溃疡的作用而荣获诺贝尔生理及医学奖，詹姆斯·莱维特（英语：James Leavitt）协助他们的工作但未能获奖。

## 组织
- 世界胃肠学组织（英语：World Gastroenterology Organisation）

## 外部連結
- 中的“Publications/Journals”

1. ↑  Chun-Ying Wu; Taipei Veterans General Hospital, Taiwan. . Advances in Digestive Medicine.   [2024-08-07]. （原始内容存档于2024-03-24）.
2. ↑  Yan L, Huang W, Wang L, Feng S, Peng Y, Peng J. Data-Enabled Digestive Medicine: A New Big Data Analytics Platform. IEEE/ACM Trans Comput Biol Bioinform. 2021 May-Jun;18(3):922-931. doi: 10.1109/TCBB.2019.2951555. Epub 2021 Jun 3. PMID 31714231.
3. ↑  . 术语在线. 全国科学技术名词审定委员会. （简体中文）
4. ↑  . 臺北榮民總醫院教學部.   [2024-08-07]. （原始内容存档于2024-08-07）.
5. ↑  . 北京中医药大学东方医院.   [2024-08-07]. （原始内容存档于2024-08-07）.
6. ↑  . 南开大学附属医院.   [2024-08-07]. （原始内容存档于2024-08-07）.